# Гернрайх, Руди
Руди Гернрайх (нем. Rudi Gernreich; 8 августа 1922[…] или 1923, Вена — 21 апреля 1985[…], Лос-Анджелес, Калифорния) — американский модельер австрийского происхождения.

## Биография

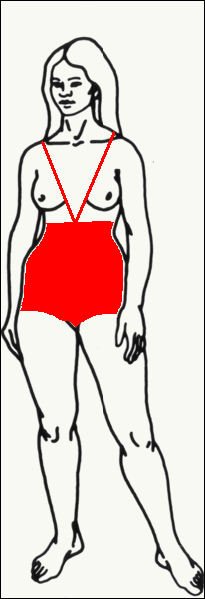
Монокини Руди Гернрайха

Гернрайх был единственным ребёнком в еврейской семье Зигмунда Гернрайха и Элизабет Мюллер, жившей в Вене. Его отец был участником Первой мировой войны и покончил жизнь самоубийством, когда Руди исполнилось 8 лет.
После аншлюса Австрии гитлеровским режимом в 1938 году Руди с матерью переехал в США. Они поселились в Лос-Анджелесе, где Руди начал работать в морге, мыл покойников, учился в Сити-колледже и Школе изобразительных искусств.
После получения образования он работал в Голливуде, рисовал эскизы для костюмера Эдит Хэд. Затем он ушёл работать в фирму готовой одежды. Мода того времени диктовался французскими дизайнерами, но Гернрайх хотел разрабатывать собственное направление без оглядки на Париж.
В 1952 году основал в Лос-Анджелесе студию дизайна, в 1958 году он представил свою первую коллекцию женской одежды, а в 1964 году основал свою фирму. В основном Руди Гернрайх специализировался на женской одежде, купальниках и одежде для отдыха. Он часто прибегал к новым технологиям, использовал при разработке одежды полимерные материалы. Им разработаны модели купальников «унисекс» и «монокини» (купальники в стиле топлесс), облегающее боди телесного цвета, бюстгальтеры с прозрачными чашечками, прозрачные платья. В 1974 году он представил на показе купальник «стринги». Длительное время он поддерживал дружеские отношения с манекенщицей Пегги Моффитт, которая представляла публике на просмотрах модели, разработанные им.
В 1965 году он создал женский брючный костюм типа мужского, а в 1970 году выпустил коллекцию в стилях «унисекс» и «милитари».
Им были также представлены костюмы для танцевальных постановок и рекламных кампаний. В 1981 году Гернрайх представил свою последнюю коллекцию.